# Sent Abre
Sent Abre (en francès Tocane-Saint-Apre) és un municipi francès situat al departament de la Dordonya i a la regió de la Nova Aquitània.

## Demografia
| 1962                                       | 1968  | 1975  | 1982  | 1990  | 1999  | 2007  |
| ------------------------------------------ | ----- | ----- | ----- | ----- | ----- | ----- |
| 1.413                                      | 1.359 | 1.318 | 1.376 | 1.377 | 1.486 | 1.587 |
| Des de 1962: població sense dobles comptes |       |       |       |       |       |       |

## Administració
| Període   | Identitat         | Partit |
| --------- | ----------------- | ------ |
| 1947-1953 | Roger Puygauthier |        |
| 1953-1981 | Raymond Gayou     |        |
| 1981-2007 | Michel Debet      | PS     |
| 2007-     | Gérard Senrent    | PS     |